# Ormyrus acylus
Ormyrus acylus is een vliesvleugelig insect uit de familie Ormyridae. De wetenschappelijke naam is voor het eerst geldig gepubliceerd in 1992 door Hanson.